# Арета III
Арета (Харітат) III Філеллін — 5-й цар Набатеї, який керував державою з 87 по 62 до н. е..

## Біографія
Після смерті Ободата I трон успадкував його брат Арета III. За його правління держава значно розширила свою територію. Він захопив нагір'я Хауран (територія на півночі сучасної Йорданії), а у 84 році до н. е. приєднав Дамаск. Близько 82 року до н. е. Арета III вторгся в Юдею і розгромив хасмонейське військо в битві при Адіді. У 72 році Дамаск захопив вірменський цар Тигран II.

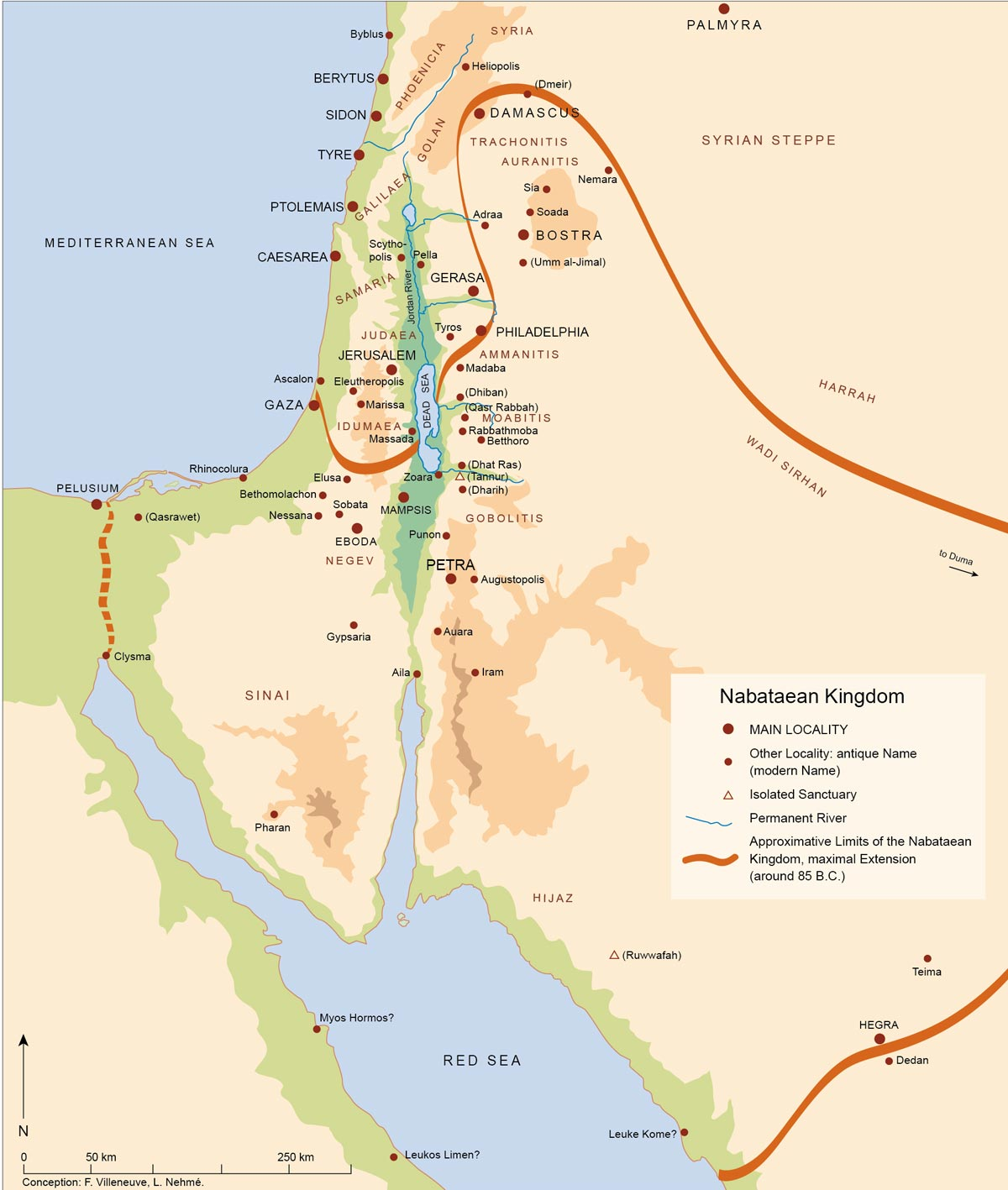
набатейське царство часів Арети III

Під час правління вдови юдейського царя Александра Янная, Саломея Александра, між Набатейським і Юдейським царствами підтримувалися мирні відносини. Коли ж сини Саломеї Александри, Гіркан II і Арістобул II вступили в міжусобну боротьбу за престол, Арета послав на допомогу Гіркану війська. Однак у 65 році до н. е. командувач силами римського діяча Гнея Помпея Великого, легат Скавр, зажадав виведення військ Арета з Юдеї; під час відступу вони були розбиті Арістобулом.
Після підкорення Юдеї Скавр, що став намісником нової римської провінції Сирія, відправився на завоювання столиці набатеїв Петри у 62 році до н. е., але не зумів взяти місто і задовольнився грошовим викупом. Посередником між Скавр і набатеями був Антипатр II, батько Ірода Великого.